# Unité urbaine de Parthenay
L'unité urbaine de Parthenay est une unité urbaine française centrée sur la ville de Parthenay, sous-préfecture et troisième ville des Deux-Sèvres.

## Données globales
En 2010, selon l'INSEE, l'unité urbaine de Parthenay était composée de cinq communes, toutes situées dans les Deux-Sèvres, dans l'arrondissement de Parthenay.
Dans le nouveau zonage de 2020, le périmètre est identique
En 2022, avec 17 897 habitants, elle constitue la troisième unité urbaine des Deux-Sèvres se classant après les unités urbaines de Niort et de Bressuire et elle occupe le 28e rang en Nouvelle-Aquitaine, juste après l'unité urbaine d'Andernos-les-Bains.
En 2019, sa densité de population s'élève à 236 hab/km2, ce qui la classe au 2e rang départemental après l'unité urbaine de Niort (612 hab/km2).
Elle représente le pôle urbain de l'aire urbaine de Parthenay.

## Délimitation de l'unité urbaine de 2020
En 2010, l'Insee a procédé à une révision de la délimitation des unités urbaines de la France ; celle de Parthenay est demeurée inchangée étant composée de cinq communes urbaines.

| Nom                  | Code Insee | Statut | Superficie (km2) | Population (dernière pop. légale) | Densité (hab./km2) |
| -------------------- | ---------- | ------ | ---------------- | --------------------------------- | ------------------ |
| Châtillon-sur-Thouet | 79080      |        | 16,45            | 2 675 (2022)                      | 163                |
| Parthenay            | 79202      |        | 11,38            | 10 121 (2022)                     | 889                |
| Pompaire             | 79213      |        | 12,8             | 2 052 (2022)                      | 160                |
| Le Tallud            | 79322      |        | 19,22            | 1 972 (2022)                      | 103                |
| Viennay              | 79347      |        | 15,71            | 1 077 (2022)                      | 69                 |

## Évolution territoriale de l'unité urbaine de Parthenay depuis 1975
En 1975, l'unité urbaine de Parthenay qui était constituée de quatre communes urbaines (Parthenay, Châtillon-sur-Thouet, Pompaire et Le Tallud), rassemblait 17 624 habitants. Elle était alors la deuxième unité urbaine des Deux-Sèvres, se classant après l'unité urbaine de Niort, mais devançant  l'unité urbaine de Bressuire. C'était la dixième unité urbaine de Poitou-Charentes.
Aux deux recensements suivants, 1982 et 1990, l'unité urbaine de Parthenay ne s'est pas agrandie mais sa population a diminué passant à 17 214 habitants. Elle est alors devenue la 3e unité urbaine des Deux-Sèvres, se classant derrière Niort et Bressuire et la 11e en Poitou-Charentes.
En 1999, cette unité urbaine a incorporé une cinquième commune, Viennay, et comptait 17 891 habitants; son classement départemental et régional ne variant pas. 
Lors de la dernière délimitation de 2010, l'unité urbaine de Parthenay n'a pas varié en nombre de communes.
En 2010 - comme en 2007 -, elle demeure toujours la troisième unité urbaine du département des Deux-Sèvres, se situant loin derrière l'unité urbaine de Niort mais talonnant de près l'unité urbaine de Bressuire.
En Poitou-Charentes, elle se classe au onzième rang régional, position qu'elle détient invariablement depuis le recensement de 1990.
Si l'unité urbaine de Parthenay n'a connu qu'une seule modification territoriale en 1999, ce n'est que depuis cette dernière date qu'elle dépasse le chiffre de population de 1975.

## Évolution démographique
| 1968   | 1975   | 1982   | 1990   | 1999   | 2008   | 2013   | 2018   | 2022   |
| ------ | ------ | ------ | ------ | ------ | ------ | ------ | ------ | ------ |
| 14 749 | 18 211 | 18 701 | 18 277 | 17 891 | 18 237 | 18 107 | 18 031 | 17 897 |